# Panko
Le panko (パン粉) est une variété de chapelure typique de la cuisine japonaise utilisée pour des mets frits (katsu) tels que le tonkatsu ou le menchi-katsu.

## Origine
Le panko est fait à partir de pain cuit par courant électrique passé à travers la pâte, ce qui donne du pain sans croute. Cette technique de cuisson particulière serait apparue pendant la Seconde Guerre mondiale quand des soldats japonais ne disposant pas de four auraient utilisé du courant électrique à la place. Il est difficile cependant de savoir, aujourd'hui, si cette histoire est vraie.
Le panko est apparu avec l'apparition de plats européens introduits par les Portugais dans la cuisine japonaise. Étymologiquement, pan signifie « pain » et est dérivé du portugais pão et -ko est un suffixe japonais signifiant « miettes  ».

## Utilisation
Le pain cuit électriquement est broyé pour créer de fines lamelles de mie, ce qui donne une texture plus croustillante. Le panko est plus léger, croquant et chaque miette est plus grande que dans les chapelures européennes et il retient moins la graisse ou l'huile quand il est frit, ce qui rend les préparations en panure dans du panko moins grasses et plus légères.